# George W. Jones
George William Jones (1860-1942) est un imprimeur, dessinateur de caractères, graveur et  bibliophile britannique actif à Londres à la fin du XIXe et au début du XXe siècle. Il a acquis une certaine renommée dans les impressions de qualité destinées aux amateurs (« fine printing »).

## Biographie
Né à Upton-upon-Severn dans le Worcestershire, il créa une imprimerie à Londres « à l'enseigne du Dauphin » (« The Sign of The Dolphin next to Dr Johnson's House in Gough Square »), dans la dynamique du mouvement des « private press ». 
En 1921, il fut recruté comme conseiller (« printing advisor ») par le branche britannique de la Mergenthaler Linotype Company pour dessiner de nouvelles polices de caractères capables de concurrencer celles de la Monotype Corporation. 
Parallèlement à ses activités typographiques, il réunit une importante collection de livres anciens dans sa maison de Monkbarns (dans le Middlesex), pour laquelle il composa un catalogue. Cette collection fut dispersée en 1936. 
Il prit sa retraite en 1938 et mourut à Droitwich Spa, le 14 mai 1942.

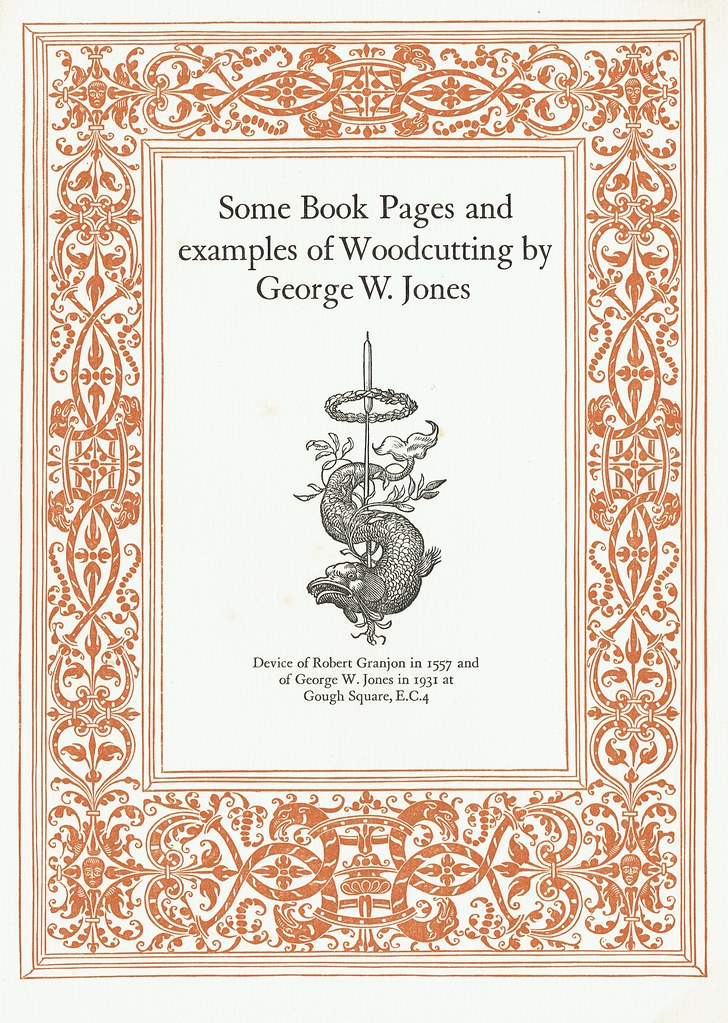
Some Book Pages and examples of Woodcutting by George W. Jones, Londres, At the Sign of the Dolphin Press, 1931

## Œuvre typographique
George Jones a dessiné quelques-uns des caractères les plus célèbres : 
- Venezia (vers 1913), revival inspiré des types gravés au XVe siècle par Nicolas Jenson ; cette police fut distribuée par la fonderie Stephenson Blake à partir de 1927
- Granjon (1924) : directement inspiré des formes de Claude Garamont pour le romain et de Robert Granjon pour l'italique (distribué par Linotype)
- Estienne (1929), directement inspiré des caractères introduits  à Paris par Robert Estienne en septembre 1530 (distribué par Linotype)
- Baskerville (1931), inspiré des caractères gravés au XVIIIe siècle par John Baskerville
- Georgian (1934), inspiré des caractères du fondeur de Glasgow Alexander Wilson

Il a également gravé sur bois de nombreux ornements (lettrines, bandeaux, culs-de-lampe...).